# Agliano Terme

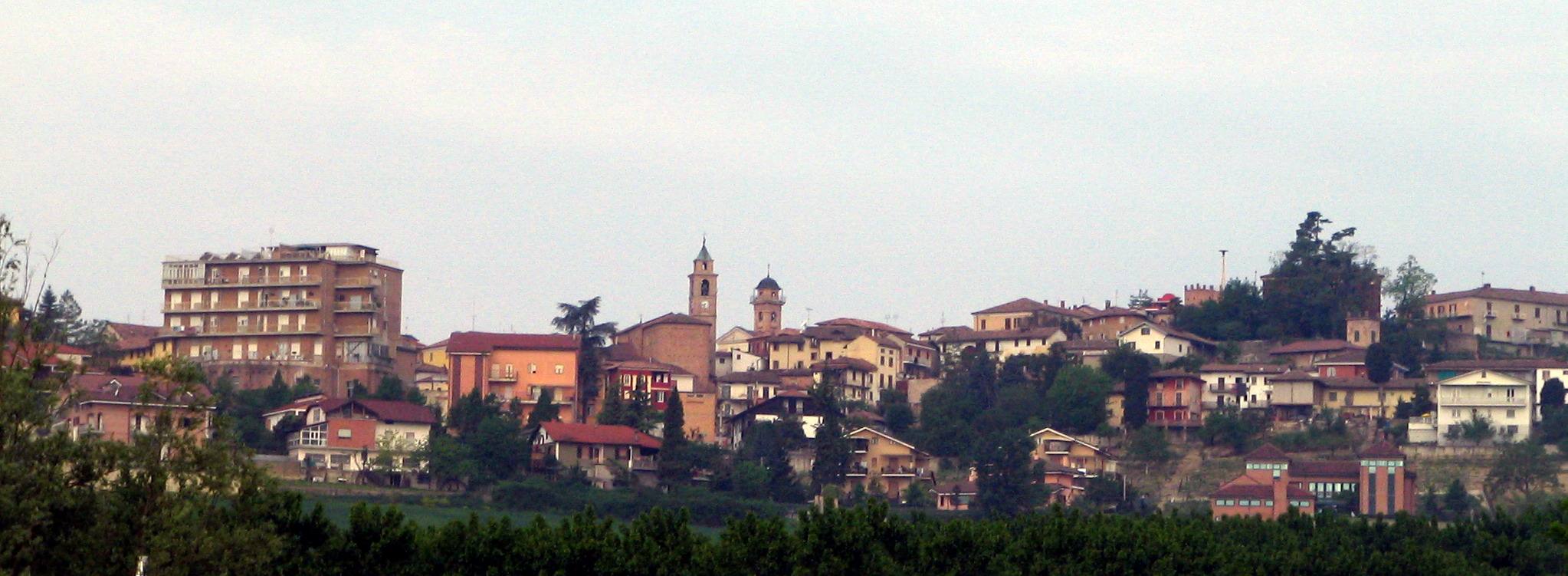
Agliano Terme

Agliano Terme is een gemeente in de Italiaanse provincie Asti (regio Piëmont) en telt 1658 inwoners (31-12-2004). De oppervlakte bedraagt 15,4 km², de bevolkingsdichtheid is 108 inwoners per km².

## Demografie
Agliano Terme telt ongeveer 736 huishoudens. Het aantal inwoners daalde in de periode 1991-2001 met 1,3% volgens cijfers uit de tienjaarlijkse volkstellingen van ISTAT.
| Jaar | Inwoneraantal |
| ---- | ------------- |
| 1991 | 1719          |
| 2001 | 1697          |

## Geografie
De gemeente ligt op ongeveer 263 m boven zeeniveau.
Agliano Terme grenst aan de volgende gemeenten: Calosso, Castelnuovo Calcea, Costigliole d'Asti, Moasca, Montegrosso d'Asti.